# Leonīds Ostrovskis
Leonīds Ostrovskis (oroszul: Леонид Альфонсович Островский [Leonyid Alfonszovics Osztrovszkij]; ukránul: Леонід Альфонсович Островський [Leonyid Alfonszovics Osztrovszkij]; Riga, 1936. január 17. – Kijev, 2001. április 17.) szovjet válogatott lett-ukrán zsidó labdarúgóhátvéd, edző.
A szovjet válogatott tagjaként részt vett az 1958-as, az 1962-es és az 1966-os labdarúgó-világbajnokságon.